# 安里琉太
安里 琉太（あさと りゅうた、1994年3月23日 - ）は、俳人。本名は安里恒佑。沖縄県与那原町出身。『群青』『滸』同人。俳人協会会員、沖縄県俳句協会会員。

## 来歴
沖縄県立首里高等学校在学中の2010年に俳句部に入部して創作を始め、俳句甲子園全国大会にも出場した。首里高等学校は2010年の第13回俳句甲子園では準優勝を果たした。沖縄県立首里高等学校から琉球大学法文学部を経て、法政大学大学院国際文化研究科を修了した。海城中学高等学校で教鞭を取り、俳句部の指導にあたっていた。2021年より沖縄に帰郷し、興南高等学校教諭。
2012年の琉球大学俳句研究会「a la carte（アラカルト）」発足と同時に幹事となる。同年、中原道夫主宰の『銀化』に入会し、2015年に同人となる。『銀化』では第16回銀化新人賞を受賞した。2013年、『群青』創刊同人となり、2016年副編集長に就任した。
2013年におきなわ文学賞の俳句部門に応募し、「県知事賞」を受賞した。2019年の文章では、応募作が「沖縄」を題材とした連作であったことを明かした上で、「賞を狙って『沖縄』に寄せているような詠みぶりだ」「嬉（うれ）しい半面、自分の作品に詠まれた『沖縄』にある種の空虚さを感じてもいた」と述べている。その後も「沖縄」を巡る表現や季語について度々論じている。2014年、連作「海光」で俳句四季大賞のひとつ、第一回俳句四季新人奨励賞を受賞した。
2019年、酢橘とおる、髙良真実、西原裕美、屋良健一郎らとともに、沖縄に問いを持つ表現者による詩歌句の同人誌『滸』を創刊。2020年、2月に第一句集『式日』を刊行、同著にて第44回俳人協会新人賞を当時史上最年少で受賞（その後、岩田奎の『膚』が第47回俳人協会新人賞にて史上最年少となる）。同年4月より、角川庭園にて俳句講座を担当した。同年7月より半年間、沖縄タイムス文化面でコラムを執筆する。
2021年7月より半年間、琉球新報文化面でコラムを執筆。2022年、第55・56回沖縄タイムス芸術選賞奨励賞を受賞。同年、『銀化』退会。

## 作品
- たそがれの雲間の凧をふと見たり
- ひいふつとゆふまぐれくる氷かな
- 摘草やいづれも濡れて陸の貝
- 竹秋の貝が泳いで洗ひ桶
- 金亀子飛ぶことごとく遺作の繪
- 夏を澄む飾りあふぎの狗けもの
- ゆかりなき秋の神輿とすこし行く
- 花を焚くけむりが西へ秋の声

## 著作
- 『新興俳句アンソロジー　何が新しかったのか』（共著）ふらんす堂、2018年
- 『式日』左右社、2020年
- 『教科書に出てくる歌人・俳人事典』（共著）丸善出版、2022年
- 『安井浩司読本Ⅱ』（共著）金魚屋プレス日本版、2022年
- 『なぜ書くか、何を書くか　沖縄文学は何を表現してきたか』（共著・編集委員）インパクト出版会、2023年

## 関連文献
- 「新・若手トップランナー(17)安里琉太」『俳壇』2018年5月号、本阿弥書店、pp.91 - 97。